# Perui költők, írók listája
Ez a lista a Peruban élt és élő írókat, költőket tartalmazza névsor szerint, évszámmal ellátva:

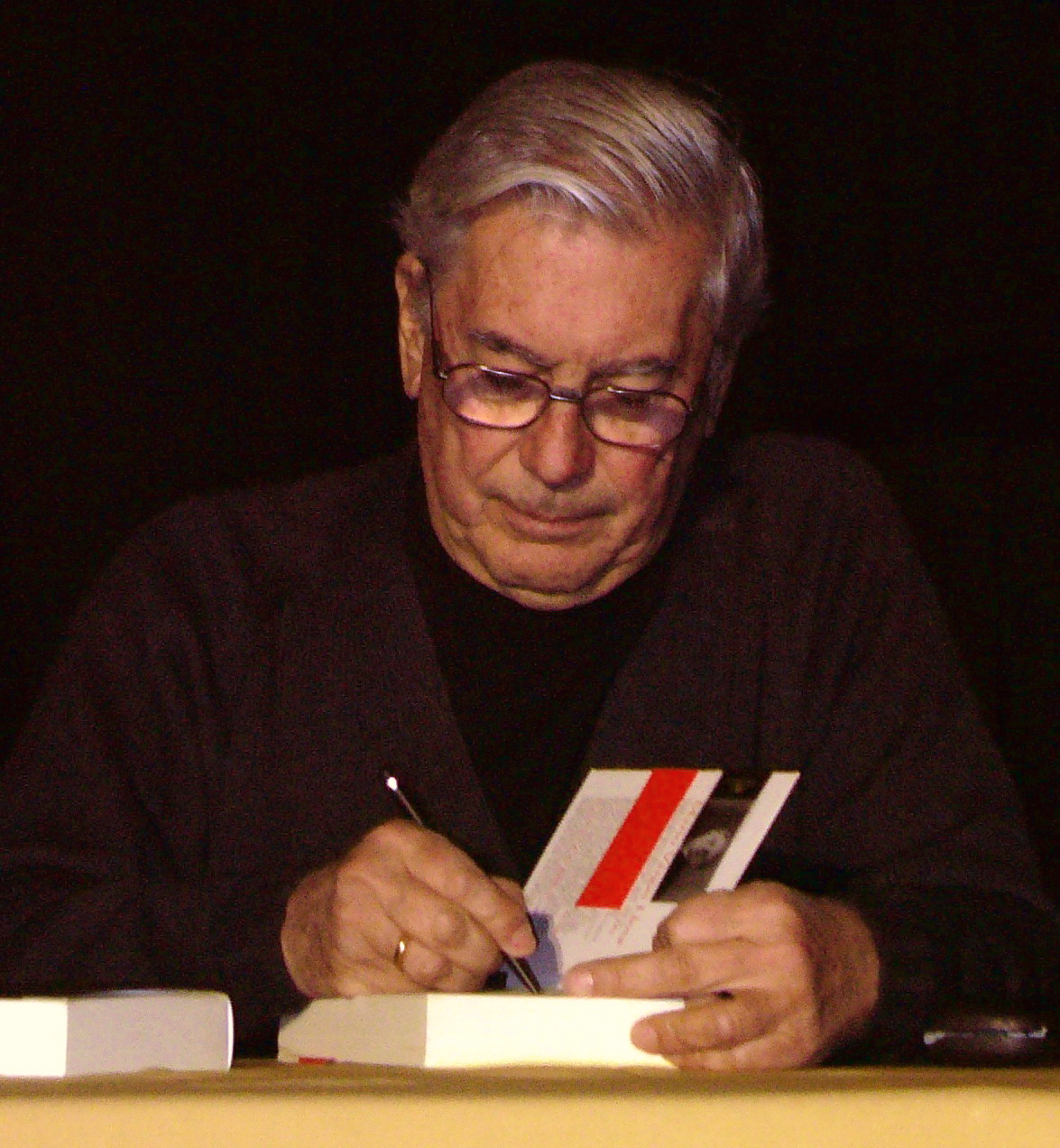
Mario Vargas Llosa

| Ábécé szerinti tartalomjegyzék                                        |
| --------------------------------------------------------------------- |
| A B C Cs D E F G Gy H I J K L M N Ny O P Q R S Sz T Ty U V W X Y Z Zs |

## A
- Xavier Abril(wd) (1905–1990)
- Martín Adán(wd) (1908–1985)
- Ciro Alegría(wd) (1909–1967)
- José María Arguedas(wd) (1911–1969)

## B
- Jaime Bayly(wd) (1965–)
- Alfredo Bryce Echenique(wd) (1939–)

## C
- Mercedes Cabello de Cabonera (1845–1909)

## D
- Washington Delgado(wd) (1927–2003)

## E
- Jorge Eduardo Eielson(wd) (1924–2006)
- Juan de Espinosa Medrano(wd) (1629 (?) - 1688)

## G
- Inca Garcilaso de la Vega(wd) (1539–1616)
- Manuel González Prada(wd) (1844–1918)
- Felipe Guaman Poma de Ayala(wd) (1530~1550? - 1615?)

## M
- José Carlos Mariátegui(wd) (1894–1930)
- Clorinda Matto de Turner(wd) (1854–1909)

## O
- Carmen Ollé(wd)  (1947–)

## P
- Ricardo Palma(wd) (1833–1912)

## Q
- Serafina Quinteras(wd) (1902–2004)

## R
- Julio Ramón Ribeyro(wd) (1929–1994)

## S
- Isabel Sabogal (wd) (1958–)
- Sebastián Salazar Bondy(wd) (1924–1965)
- Manuel Scorza(wd) (1928–1983)

## V
- Blanca Varela(wd) (1926–2009)
- Cesar Vallejo (1892–1937)
- Mario Vargas Llosa akadémikus (1936–2025) Nobel-díjas